# 多枝玉山竹
多枝玉山竹（学名：Yushania multiramea）为禾本科玉山竹属下的一个种。

## 扩展阅读
- 維基物種上的相關：多枝玉山竹